# Oberes Kalltal mit Nebenbächen
Das Obere Kalltal mit Nebenbächen ist ein rund 135 ha großes Naturschutzgebiet in der Gemeinde Simmerath in Nordrhein-Westfalen (NSG-Kennung ACK-084). Es befindet sich nördlich vom Simmerather Ortsteil Lammersdorf und schließt unmittelbar bachabwärts an das Naturschutzgebiet Kalltal an. Das Naturschutzgebiet liegt vollständig im deutlich größeren FFH-Gebiet DE-5303-302 Kalltal und Nebentäler. Dadurch gehört es zum europäischen Schutzgebietsnetz Natura 2000.

## Das Naturschutzgebiet ist in folgende Abschnitte geteilt

### Quellbereiche des Paustenbaches südlich Lammersdorf
Hier sind die beiden begradigten Quellbäche des Paustenbachs, bewachsen mit selbst ausgesätem Ufergehölz, Fettweiden und extensiv beweideten oder brachliegenden, verbuschten Feucht-, Nass- und Magergrünland mit Ohr- und Grauweiden. Die Intensivweiden und mageren Honiggrasweiden der flachen Talhänge werden von Schlehen- und alten Buchenhecken begrenzt und gegliedert. Die südliche Aue des Paustenbachunterlaufes wird von einer alten Eichen-Hainbuchenwaldhecke am Talrand begrenzt.

### Talabschnitt der Kall bei Bickerath
Ein 1,7 km langer, flacher Muldentalabschnitt der Kall, der zum großen Teil noch als Weidegrünland genutzt wird. Hier ist die Kall zwei bis drei Meter breit, mit teilweise zwei Meter hohen Steilufern. Das Bachbett ist steinig und sandig. Im Bach leben Fische und zahlreiche, für die Wasserqualität sprechende Insektenlarven wie Eintagsfliegen und Köcherfliegen. Am nördlichen Kalltalhang sind bei Bickerath Schieferfelsen zu finden, die mit Flechten und Moosen bewachsen sind. Im Norden grenzt das Naturschutzgebiet Kalltal an und im Westen das Naturschutzgebiet Lenzbach.

### Quellmulde des Fischbaches nordöstlich Simmerath
Zum großen Teil brachliegende, flache Talmulde der Fischbachoberläufe mit gut ausgebildeten Quellfluren am Beginn der begradigten Quellgräben. Die Quellvegetation setzt sich aus Sumpfblutaugen-, Waldbinsenbeständen, Schlankseggenröhricht und Gruppen von Ohr- und Grauweide zusammen, die innerhalb junger Grünlandbrachen mit dominanter Rasenschmiele liegen. Entlang der früher beweideten und trittgeschädigten Bachgräben meist Flutschwadenröhricht.

### Bendchen, Lenzbach und Kallbenden
Reste der ehemaligen Vennlandschaft sind südlich von Lammersdorf zu finden. Hier gibt es noch Flachmoore, Nasswiesengesellschaften und Hochstaudenflure. Die südliche Einzelfläche Kallbenden wird vom Kranzbach durchflossen, circa einen Meter breit und 20 cm tief. Das Bachbett ist kiesig bis sandig mit Steilufern. Die 100 m breite Talmulde hat einen sumpfigen Grund mit Flattbinsenherden, Quellsümpfen und Mädesüßfluren. Ein weiterer Teil wird vom Kallbach durchflossen. Am Uferrand sind nasse Rasenschmielen-Bestände mit Schlangenknöterich zu finden, die in eine ausgedehnte, feuchte Pfeifengras-Heide mit großer Lungenenzian-Population übergehen. Der Lenzbach, der bachaufwärts ein eigenes Naturschutzgebiet ist, ist ein weiterer Nebenbach. Er fließt durch eine flache Talmulde mit Rasenschmielenbeständen, die lokal mit Binsen- und Schlangenknöterichherden und kleinen Quellsümpfen bestückt ist. Am Talrand Reste alter Windschutzhecken. Durch Mahd und Auslichtung der Gebüsche sollte hier lokal regulierend eingegriffen werden. Das Mähgut wird entfernt. Das Tälchen wird durch eine Panzersperre aus dem Zweiten Weltkrieg in zwei Hälften geteilt. Die einzelnen Betonklötze und Betonmauern sind dicht mit Moosen und Flechten bewachsen.

### Kalltal zwischen Simmerath und dem  Naturschutzgebiet Paustenbach
Dieser Bachabschnitt umfasst zwei flache Abschnitte von jeweils etwa einem Kilometer. Die Abschnitte sind von der L 160 zerschnitten. Westlich mäandert die Kall durch die Wiesen bis zur Einmündung des Fischbachs, danach sind es Feuchtgrünlandbrachen. Letzteres gilt auch für den Fischbach. Seit etwa 1985 werden die Täler nicht mehr bewirtschaftet und Rasenschmielenbeständen, Flutschwaden- oder Rohrglanzgrasröhricht und Mädesüßfluren erobern die Flächen, mit kleinen Quellsümpfen. Das Wasser ist wenig belastet und weist eine artenreiche, charakteristische Bachfauna auf. Die Windschutzhecken sind für diese Region (Monschauer Heckenland) charakteristische Landschaftselemente.

### Paustenbach-Vennwiesen westlich Bickerath
1988 wurde an zwei nördlichen Parzellen die Fichten entfernt. Der typische Bewuchs von feuchten und nassem Untergrund stellte sich wieder ein: Pfeifengrasbestände sind durchsetzt mit Glockenheidebeständen in nassen Senken und vielen flachen Gräben und Borstgrasrasen oder Callunaheiden an den trockeneren Rändern. Es ist geplant, auch die restlichen Fichten zu entfernen.

## Schutzzweck
Das Bachtal der Kall ist eine bedeutende Vernetzungsachse im länderübergreifenden Biotopverbund zwischen Hohem Venn und Rurtal. Die Ausweisung als Naturschutzgebiet dient vorrangig der Erhaltung eines naturnahen Fließgewässerabschnitts sowie der feuchten bis nassen Grünland- und Moorbereiche als Lebensraum für mehrere bedrohte Pflanzen- und Tierarten und der Erhaltung und Entwicklung natürlicher Lebensräume gemäß Anhang I FFH-Richtlinie: Biber, Großes Mausohr, Teichfledermaus, Eisvogel, Braunkehlchen, Blauschillernder Feuerfalter, der europaweit nur in wenigen Gebieten vorkommt, Randring-Perlmuttfalter, Kleiner Ampferfeuerfalter, Lungen-Enzian, Beinbrech, Pflanzengemeinschaften wie Unterwasservegetation in Fließgewässern, Glatthafer- und Wiesenknopf-Silgenwiesen, feuchte Heidegebiete mit Glockenheide, Zwergstrauch-, Ginster-, Wacholderheiden, Borstgrasrasen, Magerwiesen und -weiden, Röhrichte, Auwälder usw.